# Aire urbaine de Pont-Audemer
 (février 2019).
L'aire urbaine de Pont-Audemer est une aire urbaine française centrée sur l'unité urbaine de Pont-Audemer. Composée de 28 communes, elle comptait 30 149 habitants en 2013.

## Composition
| Code INSEE | Commune                       | Type                  | Département | Superficie (km²) | Population (1999) | Densité (hab./km²) |
| ---------- | ----------------------------- | --------------------- | ----------- | ---------------- | ----------------- | ------------------ |
| 27065      | Beuzeville                    | Pôle urbain           | Eure        |                  |                   |                    |
| 27100      | Boulleville                   | Pôle urbain           | Eure        |                  |                   |                    |
| 27101      | Bouquelon                     | Commune monopolarisée | Eure        | +0011,71         | +00 000295,       | +00025,19          |
| 27126      | Campigny                      | Commune monopolarisée | Eure        | +0010,74         | +00 000803,       | +00074,77          |
| 27163      | Colletot                      | Commune monopolarisée | Eure        |                  |                   |                    |
| 27167      | Condé-sur-Risle               | Commune monopolarisée | Eure        | +0009,87         | +00 000454,       | +00046,            |
| 27174      | Corneville-sur-Risle          | Pôle urbain           | Eure        | +0013,23         | +0 0001 170,      | +00088,44          |
| 27263      | Fourmetot                     | Commune monopolarisée | Eure        | +0010,02         | +00 000552,       | +00055,09          |
| 27385      | Manneville-sur-Risle          | Pôle urbain           | Eure        | +0009,32         | +0 0001 028,      | +00110,3           |
| 27467      | Pont-Audemer                  | Pôle urbain           | Eure        | +0009,35         | +0 0008 981,      | +00960,53          |
| 27476      | Les Préaux                    | Commune monopolarisée | Eure        | +0005,96         | +00 000417,       | +00069,97          |
| 27522      | Saint-Christophe-sur-Condé    | Commune monopolarisée | Eure        |                  |                   |                    |
| 27549      | Saint-Germain-Village         | Pôle urbain           | Eure        | +0005,31         | +0 0001 528,      | +00287,76          |
| 27561      | Saint-Maclou                  | Pôle urbain           | Eure        |                  |                   |                    |
| 27563      | Saint-Mards-de-Blacarville    | Pôle urbain           | Eure        | +0008,78         | +00 000756,       | +00086,1           |
| 27571      | Saint-Martin-Saint-Firmin     | Commune monopolarisée | Eure        |                  |                   |                    |
| 27581      | Saint-Ouen-des-Champs         | Commune monopolarisée | Eure        | +0006,11         | +00 000298,       | +00048,77          |
| 27603      | Saint-Siméon                  | Commune monopolarisée | Eure        | +0007,49         | +00 000278,       | +00037,12          |
| 27604      | Saint-Sulpice-de-Grimbouville | Commune monopolarisée | Eure        | +0004,32         | +00 000142,       | +00032,87          |
| 27606      | Saint-Symphorien              | Commune monopolarisée | Eure        | +0003,78         | +00 000322,       | +00085,19          |
| 27607      | Saint-Thurien                 | Commune monopolarisée | Eure        | +0005,27         | +00 000198,       | +00037,57          |
| 27620      | Selles                        | Commune monopolarisée | Eure        | +0010,09         | +00 000396,       | +00039,25          |
| 27646      | Le Torpt                      | Pôle urbain           | Eure        |                  |                   |                    |
| 27655      | Tourville-sur-Pont-Audemer    | Commune monopolarisée | Eure        | +0010,8          | +00 000554,       | +00051,3           |
| 27656      | Toutainville                  | Pôle urbain           | Eure        | +0011,85         | +0 0001 013,      | +00085,49          |
| 27662      | Triqueville                   | Commune monopolarisée | Eure        | +0009,48         | +00 000281,       | +00029,64          |
| 27671      | Vannecrocq                    | Commune monopolarisée | Eure        | +0004,93         | +00 000110,       | +00022,31          |
|            | Total                         |                       |             | +0168,41         | +00019 576,       | +00116,24          |

### Évolution de la composition
- 1999 : 20 communes (dont 6 forment le pôle urbain)
- 2010 : 28 communes (dont 10 forment le pôle urbain)
  - Beuzeville, Boulleville, Saint-Maclou, Le Torpt sont ajoutées au pôle urbain (+4)
  - Colletot, Martainville, Saint-Christophe-sur-Condé et Saint-Martin-Saint-Firmin sont ajoutées à la couronne du pôle urbain (+4)

## Caractéristiques en 1999
D'après la définition qu'en donne l'INSEE, l'aire urbaine de Pont-Audemer est composée de 20 communes, situées dans l'Eure. Ses 19 576 habitants font d'elle la 260e aire urbaine de France.
6 communes de l'aire urbaine sont des pôles urbains.
Le tableau suivant détaille la répartition de l'aire urbaine sur le département (les pourcentages s'entendent en proportion du département) :
| Département | Communes | Communes (%) | Superficie (km²) | Superficie (%) | Population (1999) | Population (%) |
| ----------- | -------- | ------------ | ---------------- | -------------- | ----------------- | -------------- |
| Eure        | 20       | 3,0          | 168,41           | 2,8            | 19 576            | 3,6            |